# District de Tomamae

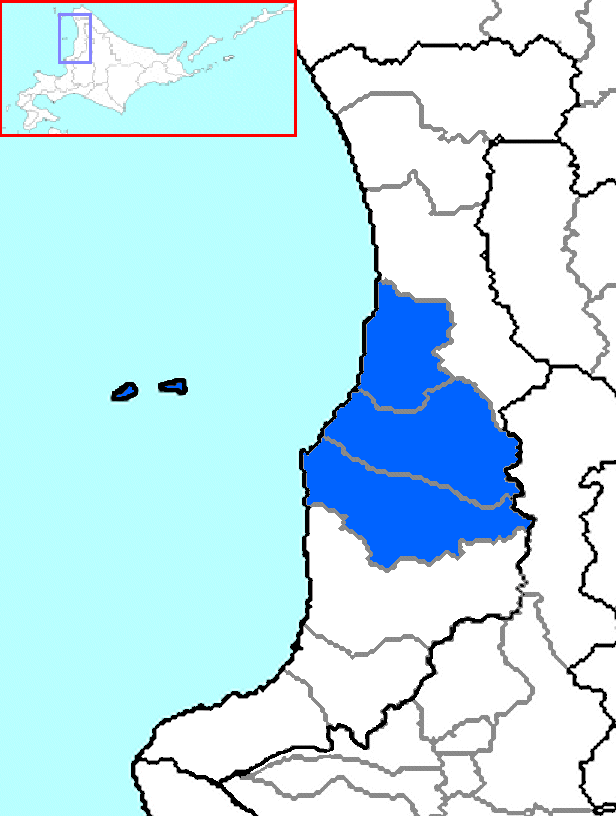
Le district de Tomamae dans la sous-préfecture de Rumoi.

Le district de Tomamae (苫前郡, Tomamae-gun) est un district de la sous-préfecture de Rumoi, au Japon.
Au 1er mars 2015, sa population était estimée à 12 141 habitants pour une superficie de 1 206,76 km2.

## Communes du district
- Bourgs :
  - Haboro
  - Tomamae
- Village :
  - Shosanbetsu